# Schijndeur

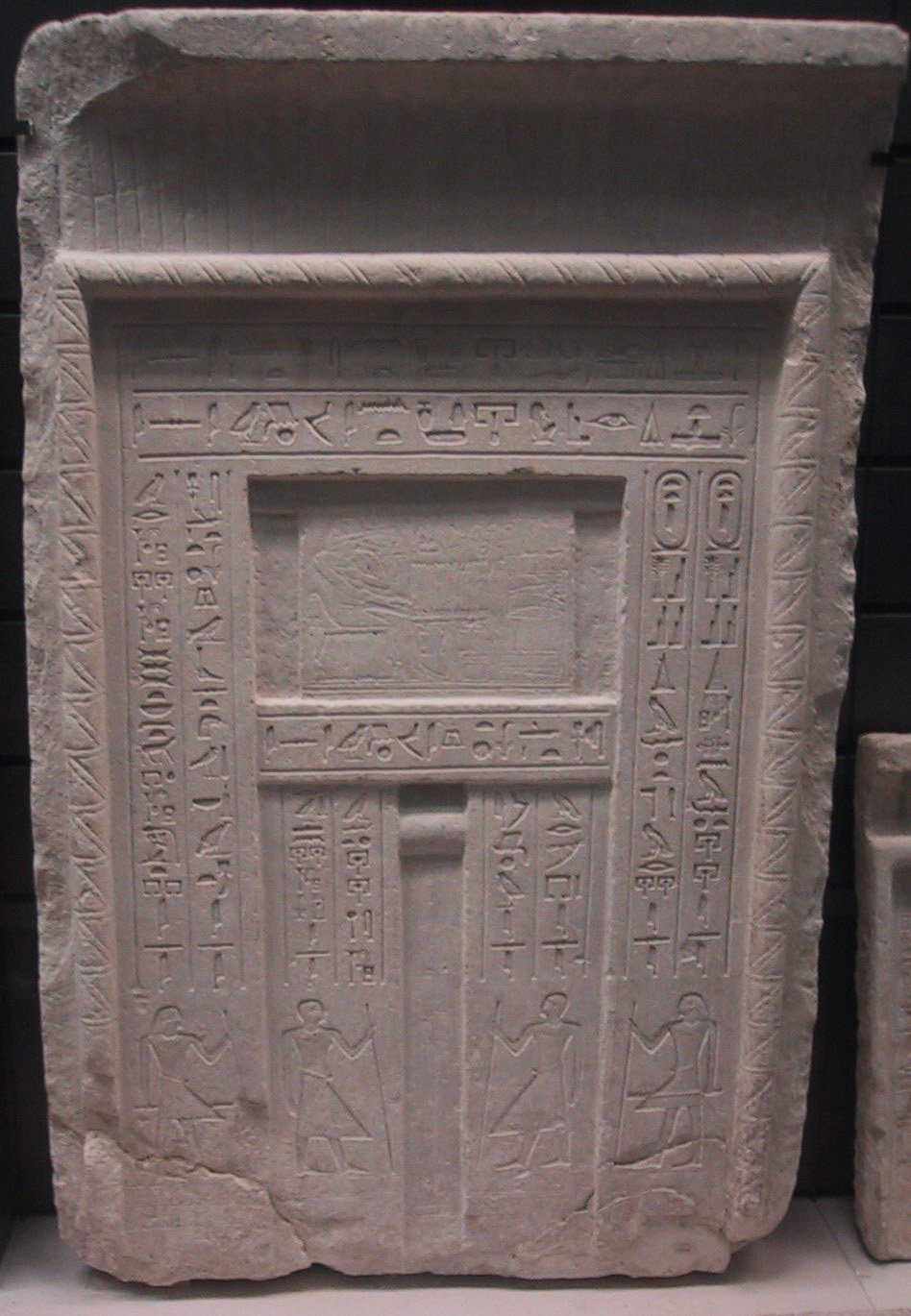
Een Egyptische schijndeur, nu in het Louvre

Een schijndeur is een imitatie-deur die geplaatst werd in graven en funeraire kapellen. De vroegste voorbeelden dateren uit de 3e dynastie van Egypte. De schijndeur is een architectuurelement dat evolueerde vanuit de zogenaamde paleisfaçade die gebruikt werd in mastaba's vanaf de 1e dynastie van Egypte.   
Het materiaal voor de schijndeur bestond uit kalksteen of hout, of deze werd simpelweg in schildering op de wand aangebracht. In het midden bestond de schijndeur uit een langwerpig smal paneel, dat de eigenlijke deur voorstelde. Bovenaan de deur bevindt zich een gebold element, dat de opgerolde rieten mat die voor de deur hing, uitbeeldt. Om de deur en de opgerolde mat bevindt zich een frame waarboven vaak een afbeelding staat van de overledene, gezeten voor een offertafel beladen met offers. 
De schijndeur was vrijwel altijd op het westen georiënteerd, de plaats waar het dodenrijk gedacht werd zich te bevinden. De inscripties die op de deur aangebracht werden refereren aan de offers die voor deze deur aan de overledene gebracht werden. In de mastaba van Mereruka te Saqqara, die dateert uit de 5e dynastie, is nog steeds het beeld te zien van de overledene, dat voor de schijndeur geplaatst is, alsof zijn ka (geest) persoonlijk de offers op komt halen vanuit de deur die naar het hiernamaals leidt.  